# Économies d'eau
 (mai 2014).
Si vous disposez d'ouvrages ou d'articles de référence ou si vous connaissez des sites web de qualité traitant du thème abordé ici, merci de compléter l'article en donnant les références utiles à sa vérifiabilité et en les liant à la section « Notes et références ».
Les économies d'eau sont les différents comportements des êtres humains, avec les différentes techniques qu'ils peuvent employer, qui permettent d'atteindre l'objectif global d'économie d'eau, considéré comme l'un des enjeux les plus importants du XXIe siècle.
Dans les pays du Nord, cette nécessité, que l'on croit reconnue depuis peu de temps à cause de messages quelquefois simplistes envoyés sur la notion de développement durable, a en réalité toujours été présente, mais elle a été vécue très différemment selon l'origine sociale des populations.
Dans les pays du Sud, où les situations de manque d'eau sont beaucoup plus fréquentes, la contrainte d'économies d'eau est finalement beaucoup plus facile à accepter, et il ne faudrait pas croire que l'on pourrait la faire accepter plus facilement avec des yeux d'occidentaux[pas clair]. Tout dépend bien sûr du contexte dans lequel les personnes se trouvent, et les contextes sont aussi diversifiés qu'ils peuvent l'être dans les pays du Nord.
Ces précautions de langage étant prises, il apparaît avec d'autant plus de clarté que la recommandation « agir local, penser global » de l'écologue René Dubos revêt pleinement sa signification, et qu'elle sera suivie par les populations mondiales grâce à des comportements et en utilisant des moyens extrêmement diversifiés du fait de la diversité culturelle des pays du monde et de la symbolique liée à l'eau dans les différentes cultures du monde.
Ensuite, il faut rappeler que le besoin d'eau n'est pas toujours un besoin d'eau potable. Comme le mot « potable » l'exprime, l'eau potable n'est strictement nécessaire que pour boire. Pour d'autres usages, comme se laver, on peut se contenter d'eau de pluie. Par conséquent, dans les pays du Nord, pour économiser l'eau, on peut simplement réduire l'utilisation d'eau potable et la réserver aux usages les plus vitaux, les autres usages pouvant être satisfaits par de l'eau éventuellement non potable.
Pour résumer, les économies d'eau, pour une famille, pour un village comme pour une ville entière, pour une usine quelle qu'elle soit, n'est rien d'autre qu'une affaire d'optimisation sous contraintes, comme le diraient certains techniciens occidentaux.
Ces simples recommandations devront être constamment gardées à l'esprit par les futurs architectes et urbanistes, dont la formation et le comportement devront aussi évoluer, dans une optique d'urbanisme durable (ou urbanisme écologique), et obtenir des villes durables.